# Io che non ho conosciuto gli uomini
Io che non ho conosciuto gli uomini (Moi qui n'ai pas connu les hommes) è un romanzo distopico di Jacqueline Harpman del 1995.

## Storia editoriale
Pubblicato il 1º gennaio 1995 in Francia dalle Éditions Stock, ottenne un buon successo e negli anni successivi venne tradotto in diverse lingue fra cui svedese nel 1996, tedesco e olandese. Fu il primo romanzo della Harpman ad essere tradotto in inglese, nel 1997 dalla Seven Stories Press, con il titolo Mistress of Silence, per poi essere ripubblicato dalla Avon Eos mantenendo una traduzione letterale del titolo I Who Have Never Known Men.

## Trama
Trentanove donne e una ragazza sono tenute prigioniere in una gabbia sotterranea. Le guardie sono tutte uomini e non parlano mai con loro. La ragazza è l'unica delle prigioniere a non avere memoria del mondo esterno; nessuna di loro sa perché sono tenute prigioniere o perché ci sia una bambina tra trentanove adulte.
Un giorno, suona un allarme e le guardie fuggono; i prigionieri riescono poi a scappare. Si ritrovano in un'immensa pianura arida, senza altre persone da nessuna parte e senza la minima idea di cosa sia successo al mondo. Il libro esplora i temi della solitudine, della deprivazione sensoriale e della sopravvivenza.